# Dictionnaire universel de commerce
Dictionnaire universel de commerce è un dizionario sul commercio del 1805.
L'opera fu pubblicata a quasi un secolo del primo volume sull'argomento, l'omonimo Dictionnaire universel de commerce di Jacques Savary des Brûlons del 1723, pubblicato postumo. Il libro è molto vasto e raccoglie anche un vocabolario comprendente le traduzioni delle voci in dodici lingue, non sempre precise.